# Дофаминовый рецептор D4
Дофаминовый рецептор D4 — один из пяти типов рецепторов дофамина позвоночных. Этот рецептор относится к D2-подобным рецепторам и ингибирует аденилатциклазу. Подобно D2-рецептору, способен связывать антипсихотические препараты.
Ген дофаминового рецептора D4 человека был впервые клонирован в 1991 году. Этот ген содержит три интрона и кодирует белок длиной 387 аминокислотных остатков. Кроме того, анализ распределения гидрофобных аминокислотных остатков вдоль полипептидной цепи показал, что этот белок принадлежит к семейству рецепторов, сопряжённых с G-белками. 
Вариации гена этого рецептора связывают с различными поведенческими фенотипами и расстройствами, в том числе с дисфункцией вегетативной нервной системы, СДВГ, шизофренией и склонностью к поиску новизны.
Рецептор D4 синтезируется в мозге в относительно небольшом количестве. Доказано, что рецептор D4 присутствует в коре больших полушарий, гиппокампе, полосатом и миндалевидном телах. Кроме того, этот рецептор обнаруживается в сетчатке (мРНК), клетках сердца, почек и в лимфоцитах. 